# Polestar 4
Polestar 4 är en elbil som Volvo Personvagnars dotterbolag Polestar presenterade på Auto Shanghai i april 2023. Bilen ska börja tillverkas i Kina i slutet av 2023.

## Polestar 4
Polestar 4 byggs på ägaren Geely Automobiles gemensamma SEA-plattform för elbilar. Bilen har två elmotorer, en på vardera hjulaxeln. Senare planeras varianter med bara en motor. Efter introduktionen på hemmamarknaden räknar man med att börja sälja bilen på övriga marknader, inklusive Sverige, under våren 2024. Priserna beräknas starta på €60 000.